# Корте Тецоли (Мантова)
Корте Тецоли је насеље у Италији у округу Мантова, региону Ломбардија.
Према процени из 2011. у насељу је живело 28 становника. Насеље се налази на надморској висини од 38 м.